# Biberlamm

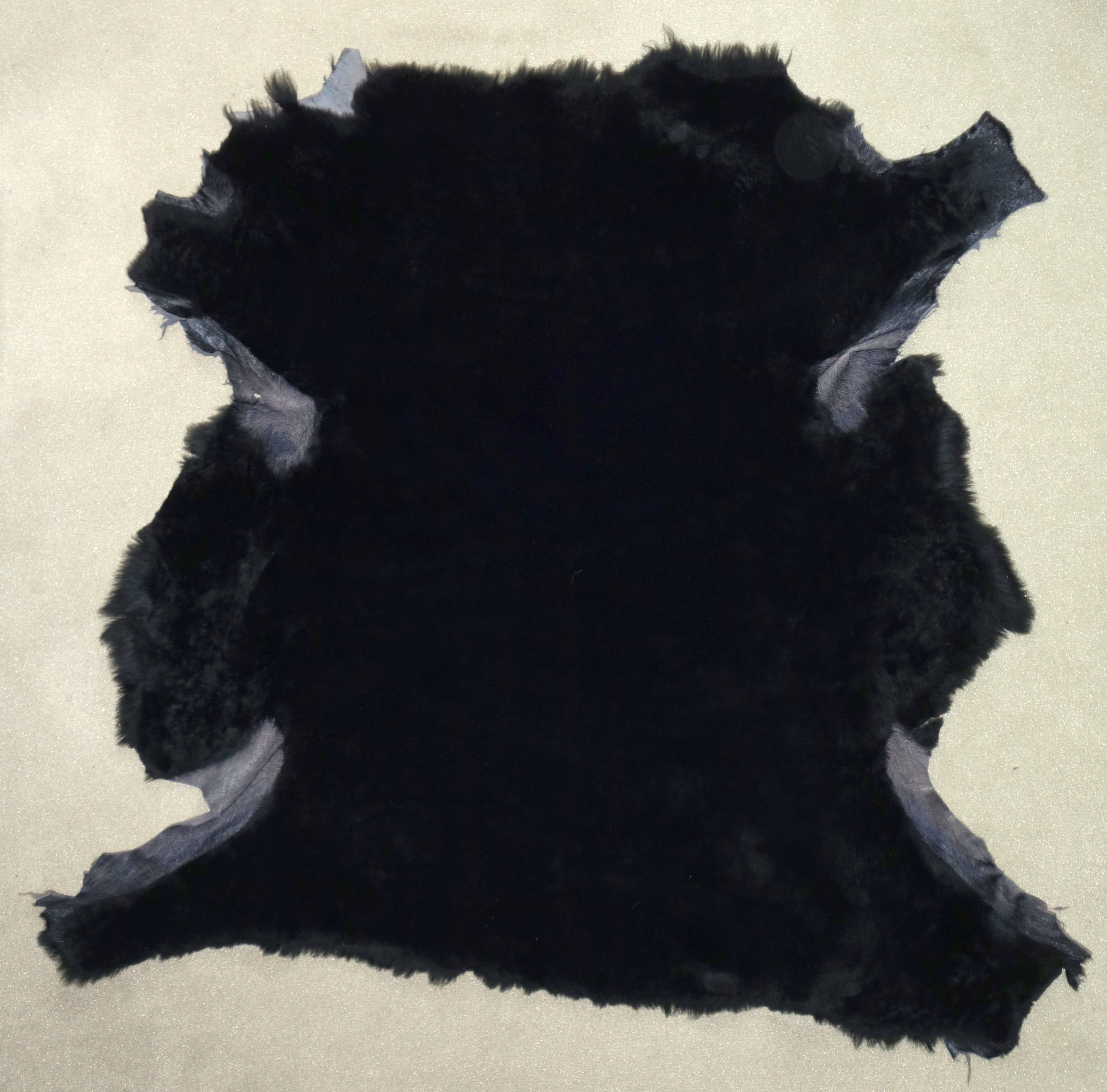
Schwarz gefärbtes Biberlammfell

Als Biberlamm werden geschorene Schaffelle und die Produkte daraus gehandelt, vor allem Kleidung, die im Aussehen dem gerupften Biberfell ähnlich gemacht wurde. Biberlamm gilt als das wohl bekannteste Veredlungsprodukt aus Schaffellen. Die Bezeichnung „Lamm“ ist im Pelzhandel für die Schaffelle aller Altersstufen üblich, beim Biberlamm handelt es sich um Felle erwachsener Schafe.
Die Begriffe Biberlamm wie auch Mouton doré (Mouton d'Oré) sind jedoch im Sprachgebrauch rückläufig, seitdem die Veredlungsart weit überwiegend nur noch als Basis der Velours- und Nappaveredlung angewandt wird. Das so zusätzlich behandelte Produkt wird häufig als Merino-Lamm angeboten.
Für diese Hochschur eignen sich besonders feinwollige, dichthaarige, leichtledrige, merinoschafartige Schaffelle. Bei der Weiterveredlung zu Velours- oder Nappalamm hat die Haarqualität nicht die gleiche Bedeutung, da die hieraus gefertigten Kleidungsstücke mit dem Haar nach innen getragen werden.

## Geschichte
Im österreichisch-ungarischen Raum, zusammen mit dem Balkan, hat eine kunstvoll gearbeitete Lammfellbekleidung eine lange Tradition. Das Besondere waren die aufwändigen Stickereien, mit der vor allem die Westen, Jacken und Mäntel der Bauernschaft geschmückt wurden, insbesondere die Festkleidung. Das Haarbild blieb dabei immer naturbelassen, dem Schaffell entsprechend weitgehend zottelig. Langhaarige Lamm- und Schaffelle wurden, mit dem Haar nach innen, auf der Lederseite kunstvoll bestickt, für die traditionellen Fellmäntel und -jacken der osteuropäischen Länder verwendet. Sie waren einfach geschnitten und wurden meist mit Husarenverschlüssen geschlossen. In dieser Ausführung dienten die Nacktpelze als Hirtenmäntel, hier auch oft mit dem Haar nach außen getragen, und mit dem Leder nach außen als Dienstkleidung der Eisenbahner. Das langhaarige Fell wurde oft gleichzeitig als schmückende Verbrämung und Besatz genutzt, das Leder war entweder naturbelassen, gebleicht oder gefärbt. Da die Felle häufig in großer Stückzahl aus Afghanistan kommen, nennt sie der Großhandel auch Afghans. Mit durch die Pelzveredlung gestrafftem Haar finden sie immer noch als Besatz und Verbrämung insbesondere jugendlicher Kleidung Verwendung.

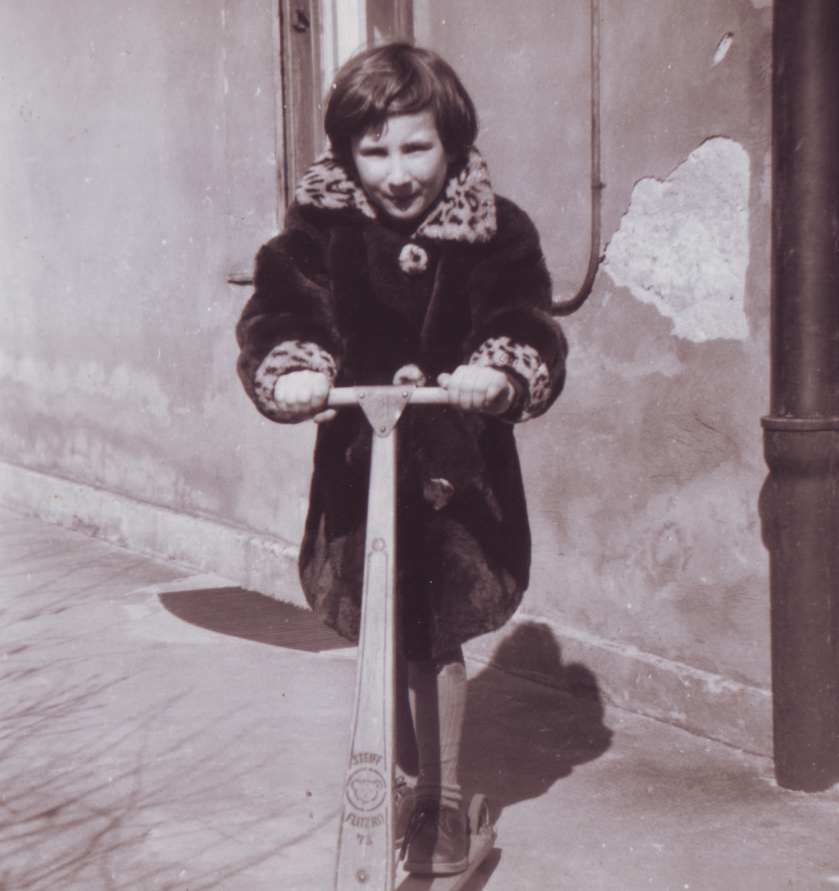
Kindermantel aus gefärbtem, in Teilen leopardbedrucktem Biberlamm (1955)

Im 20. Jahrhundert wurde man in den Pelzzurichtereien jedoch zunehmend „veredlungsbesessen, Neuerungen schossen wie Pilze aus dem Boden“. Die Mode, Pelze mit dem Haar nach außen zu tragen, hatte 1842 mit einer Sealjacke begonnen. Für diese Verwendung wurde dem Robbenfell das Grannenhaar entfernt, wobei das gleichmäßige, samtene Unterhaar zum Vorschein kommt. Alle möglichen Pelzarten wurden künftig auf diese Art dem Sealfell ähnlich gemacht, vor allem das Kaninchenfell als „Sealkanin“. In diese, nach dem Zweiten Weltkrieg zu Ende gehende Modeepoche, passte das preisgünstige, weil großflächig einfach zu verarbeitende Biberlammfell hervorragend hinein. Um 1935 gab es bereits mehrere Unternehmen, die unter verschiedenen Namen Nutria- und biberähnliche Schafveredlungen produzierten. Als Erstes gelang einer Firma eine Imitation des von den Grannen entfernten Nutriafells, die als „Nutriette“ gehandelt wurde. Diese erfuhr eine wesentliche Verbesserung, als man bei der Firma Liftschütz & Zickerow die Idee hatte, die Lammfelle zu bügeln. Das Unternehmen gilt deshalb als Initiator der Biberimitation, genannt „Mouton d'Oré“. Nach dem Vorbild der Velvet-(Samt-)bügelmaschine hatte Dr. Hans Müller, Leipzig in den 1920er Jahren die erste Fellbügelmaschine konstruiert, die nach Verbesserungen bald eine der wichtigsten Haarveredlungsmaschinen der Rauchwarenveredlung wurde. Es bestand jedoch der Mangel, dass bei Feuchtigkeit das Haar wieder kraus wurde und der Glanz verschwand.
Wenn auch der Artikel veredlungstechnisch weiter entwickelt wurde, blieb der Hauptmangel lange ungelöst, dass das Fell bei Regen seinen Glanz verlor und wieder kraus wurde. Der Ungar Fogl wurde zufällig mit einem Pelzveredler bekannt, der ihm das Problem schilderte. Fogl entwickelte daraufhin ein Mittel und Verfahren, das alle Schwierigkeiten beseitigte. Die Essenz roch unangenehm und stechend, wurde jedoch von allen Veredlern, denen er sie anbot mit sehr großem Interesse aufgenommen. Nur niemand wollte sie ihm abkaufen, jede Firma hoffte von allein hinter das Geheimnis zu kommen, jedoch ohne Erfolg. Letztlich erwarb das Rezept für das sogenannte Fixierverfahren noch vor dem Zweiten Weltkrieg die Firma Pannonia aus Budapest, das Produkt wurde mit dem Markennamen „Pannofix“ bezeichnet. Es gab anschließend eine große Zahl von Nachahmungen, derentwegen das ungarische Unternehmen viele Patentschutzprozesse führte. Bezeichnungen anderer Anbieter waren „Fokafix“ des Wiener Pelzveredlungsunternehmens J. Foggensteiner, „Biberol“ für eine Biberimitation auf hochgeschorenem Fell, „Biberon“, „Bibus“ usw. In der DDR wurde eine entsprechende Schafveredlung als „Nutrofix“ gehandelt, in Anlehnung an das dem, nach dem Entfernen des Grannenhaares, dem gerupften Biberfell ähnlichen Nutriafell. 1955 kam hier als Neuheit von  VEB Sachsenpelz in graublauer Tönung „Biberfix“ auf den Markt. Das ursprüngliche, im Vergleich zum Fellwert teure, weil aufwändige Veredlungsverfahren wird im Prinzip noch heute angewandt, es wurde jedoch seitdem ständig verbessert.
Am Leipziger Brühl, dem Platz, an dem bis zum Zweiten Weltkrieg nahezu alle Pelzarten universell zugerichtet und veredelt wurden, erkannte man erst „zu spät“ die künftige Bedeutung der als geringwertig angesehenen Sorten der Lamm- und Schafware, stellte ein Pelzveredler 1974 fest. In Nordamerika machte der Pelzhändler Motty Eitingon nach Ende des Zweiten Weltkrieges das Biberlamm in einer gewaltigen Aktion populär, siehe dazu → „Motty Eitingon#Letzter großer Deal und endgültige Unternehmensaufgabe“.
Im Zweiten Weltkrieg leistete Kleidung aus Biberlamm auch den deutschen, amerikanischen und englischen Soldaten gute Dienste, beispielsweise trugen Teile englischer Piloten der Royal Air Force als Fliegerpelze kurze wendbare Jacken aus Biberlamm, die später als so genannte Bomberjacken Eingang in die Alltagsmode fanden. Elisabeth Ewing rechnet das Material sogar zu den wenigen guten Dingen, die aus diesem Krieg hervorgegangen sind. Nachdem es als Militärpelz überflüssig geworden war, wurde es bis über die 1980er Jahre hinweg zum attraktiven Modeteil, das in seinen besten Zeiten das vierfache seines ursprünglichen Preises erzielte.
Die neue Veredlung bedeutete eine bemerkenswerte Veränderung für das Schaffell. War Schaf bis dahin weitgehend ein reiner Funktionspelz, von Bauern und Hirten und auf Schlitten- oder Kutschenfahrten getragen, rückte es jetzt in die zwar eher preiswertere, aber doch gehobenere Pelzmode auf. Anfang der 1950er Jahre, ausgelassene Pelze waren hochmodern und die Löhne waren noch recht niedrig, wies das damals wesentliche Kürschnerlehrbuch darauf hin, dass nach einer Veredlung auf „Phantombiber“ das Fell aufwändig „wie das echte Material mit hervorragender Wirkung ausgelassen werden“ kann. Zusätzliche Veredlungen kamen hinzu. Die Felle wurden nicht nur bloß gefärbt oder wie für phantomfarben zusätzlich mit einem dunkleren Mittelgrotzen versehen, sondern bedruckt, als Ozelot- oder Leopardlamm. Alle diese farblichen Weiterveredlungen fasst der Handel unter dem Oberbegriff Biberlamm zusammen.
In einem Rückblick auf die Pelzmode hieß es 1981 in England: „Nach Ende der Anforderungen, die der Krieg gestellt hatte, erfolgte in der Mode eine Rückkehr zu den traditionell importierten Pelzen, aber das Biberlamm, immer noch gewendet, war der Ursprung der veloutierten Schaffellmäntel, Jacken, Westen und anderer Kleidungsstücke, die in den 1950er Jahren aufkamen, sie sind noch heute ein wichtiger Bestandteil fast jeder Garderobe für Menschen jeden Alters, jeder Klasse und jeden Typs.“
Veloutiert, oder zusätzlich nappiert, ist Biberlamm inzwischen aus der Mode nicht mehr wegzudenken. Je nach Herkommen, Qualität oder Veredlung werden sie unter Begriffen wie Merinolamm, Velourslamm oder Nappalan-Lamm gehandelt.

Verschiedene Biberlamm-Veredlungen
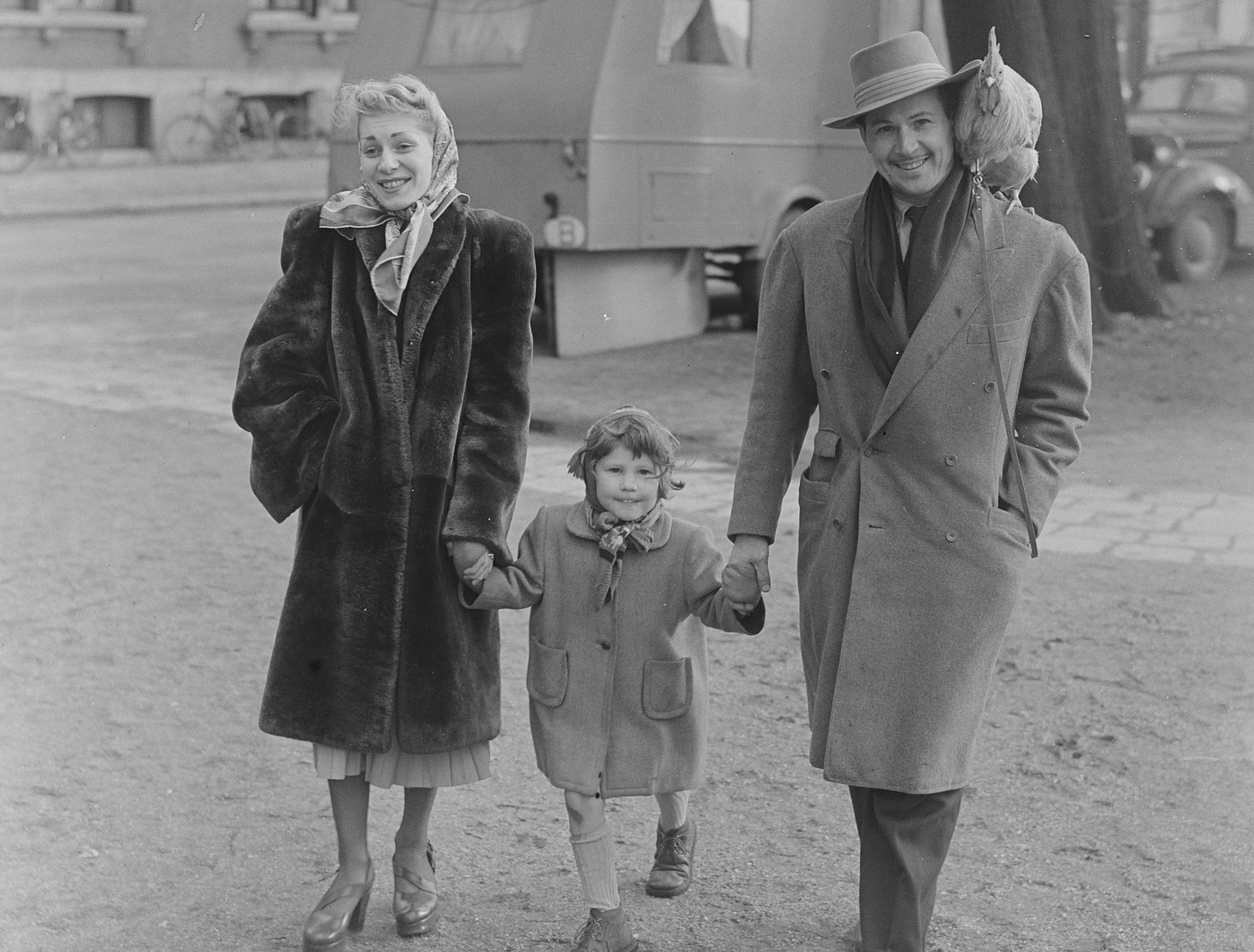
Unigefärbter Mantel (links) (1951)
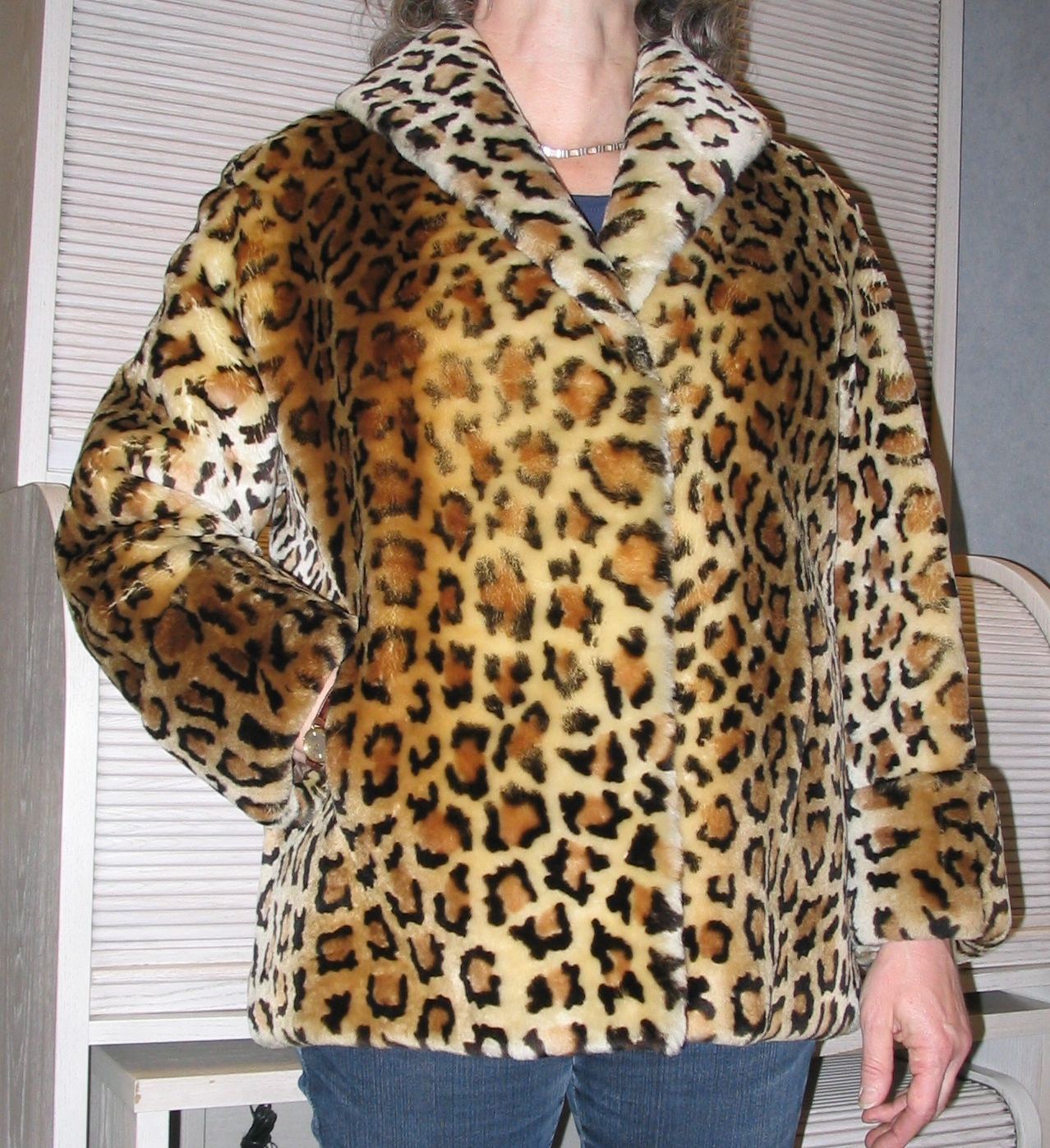
Leopardbedruckte Jacke (1955)
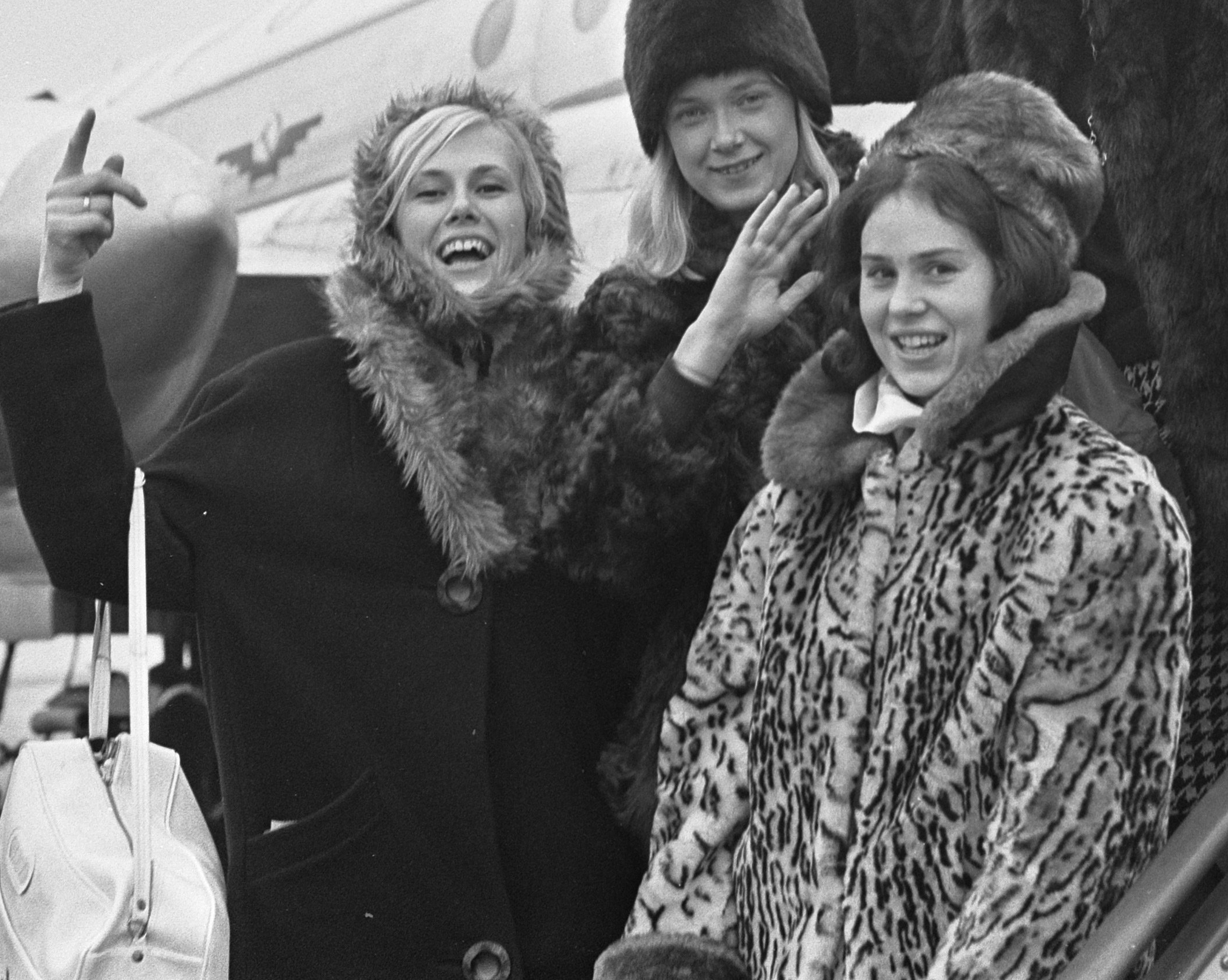
Ozelotbedruckter Mantel mit biberfarbigem Besatz und Manschetten (rechts) (1967)
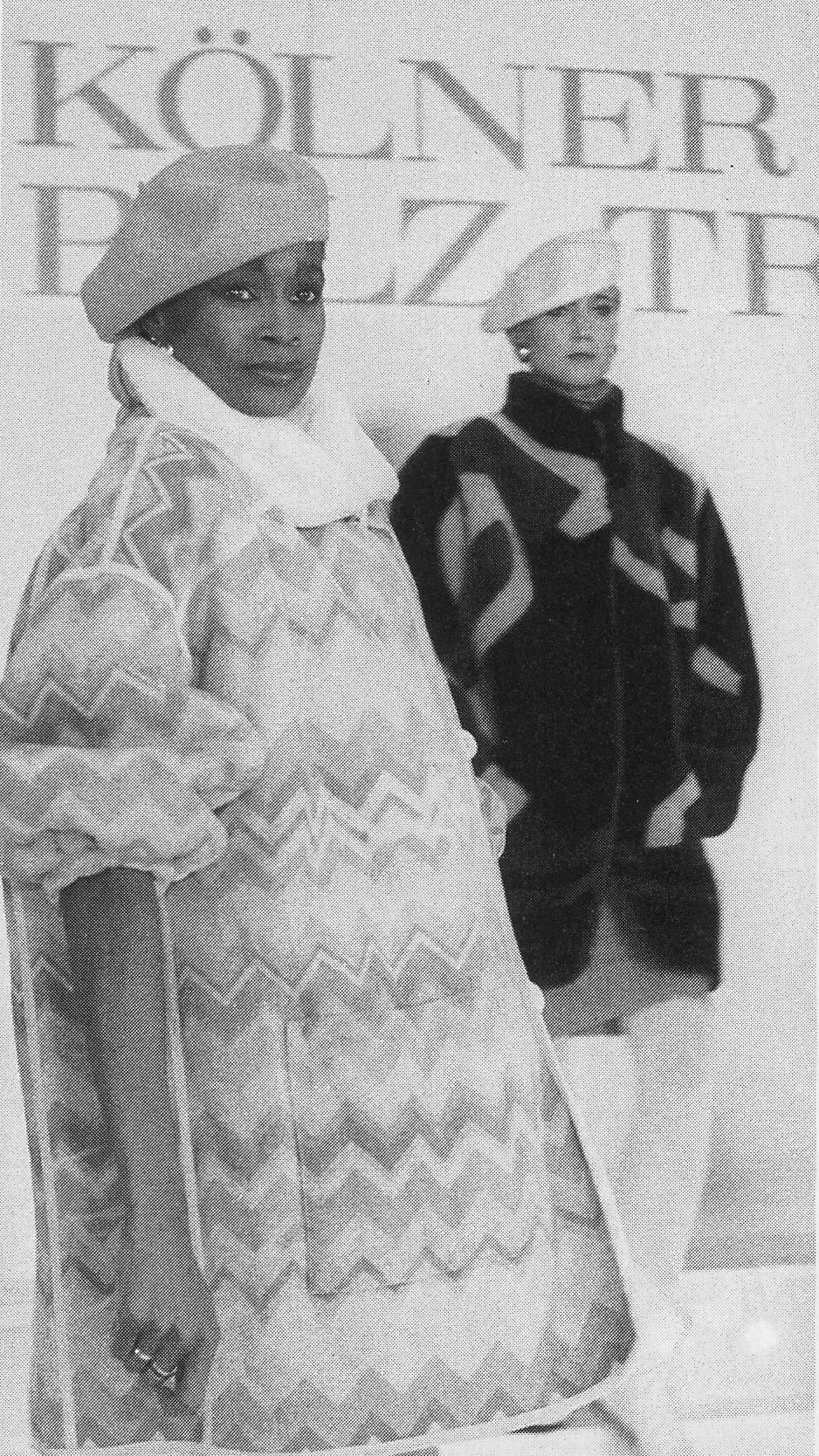
Kurzmantel mit bedruckter Lederseite (1985)
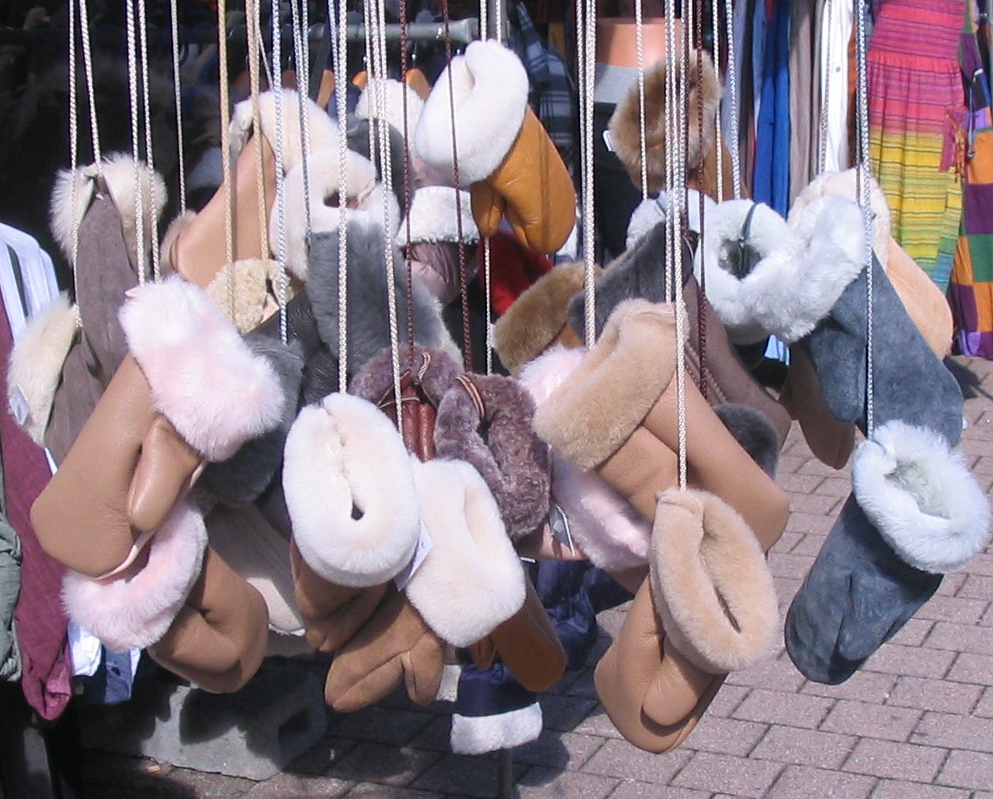
Handschuhe, verschiedene Färbungen, veloutiert oder nappiert (2013)

## Veredlung
Wie alle Pelzfelle werden die rohen Schaffelle durch Pelzzurichtung für die Weiterverarbeitung und die spätere Nutzung brauchbar gemacht, wobei im Gegensatz zur Ledergerbung die Haare in der Haut verbleiben. Langwollige Felle werden zum Teil im Rohzustand vorgeschoren, um die Zurichtung zu erleichtern. Auch ist die rohgeschorene Wolle besser zu verwerten. Den sehr fetthaltigen Schafhäuten werden vor der Gerbung die Fettsubstanzen entzogen. Die dabei entstehenden Hohlräume sind typisch für diese Fellart (Doppelhäutigkeit), sie sind bei den hochwertigen Fellen der sogenannten Wollschafen geringer als bei den Fettschafen mit geringerer Fellqualität. Das verfilzte Haar wird gekämmt, geschoren, gebügelt, mit Holzmehl gereinigt („geläutert“) und anderes mehr, die meisten Prozesse werden mehrfach ausgeführt.
Waren die historisch ersten Farben Brauntöne, werden mit den inzwischen entwickelten chemischen Produkten praktisch sämtliche gewünschten Farbnuancen hergestellt. Einfärbungen oder Bedrucken nur des Leders oder nur der Haarseite sind möglich.
Nach dem Waschen werden die Schaffelle auf eine Haarlänge von 12 bis 16 mm geschorenen. Durch mehrfaches Fixieren und Bügeln wird anschließend die Haarkräuselung dauerhaft entfernt, so dass auch Schnee und Regen keine Rückkräuselung bewirken. Das Ergebnis ist ein glattes, samtartiges Fell.
Für die Velours- oder die zusätzliche Nappalanveredlung eignet sich nur ein kleiner Teil der angelieferten Felle. Entscheidend für die Brauchbarkeit ist die Beschaffenheit des Leders, es muss wegen der nach außen getragenen Lederseite fehlerfrei sein.

## Endverarbeitung

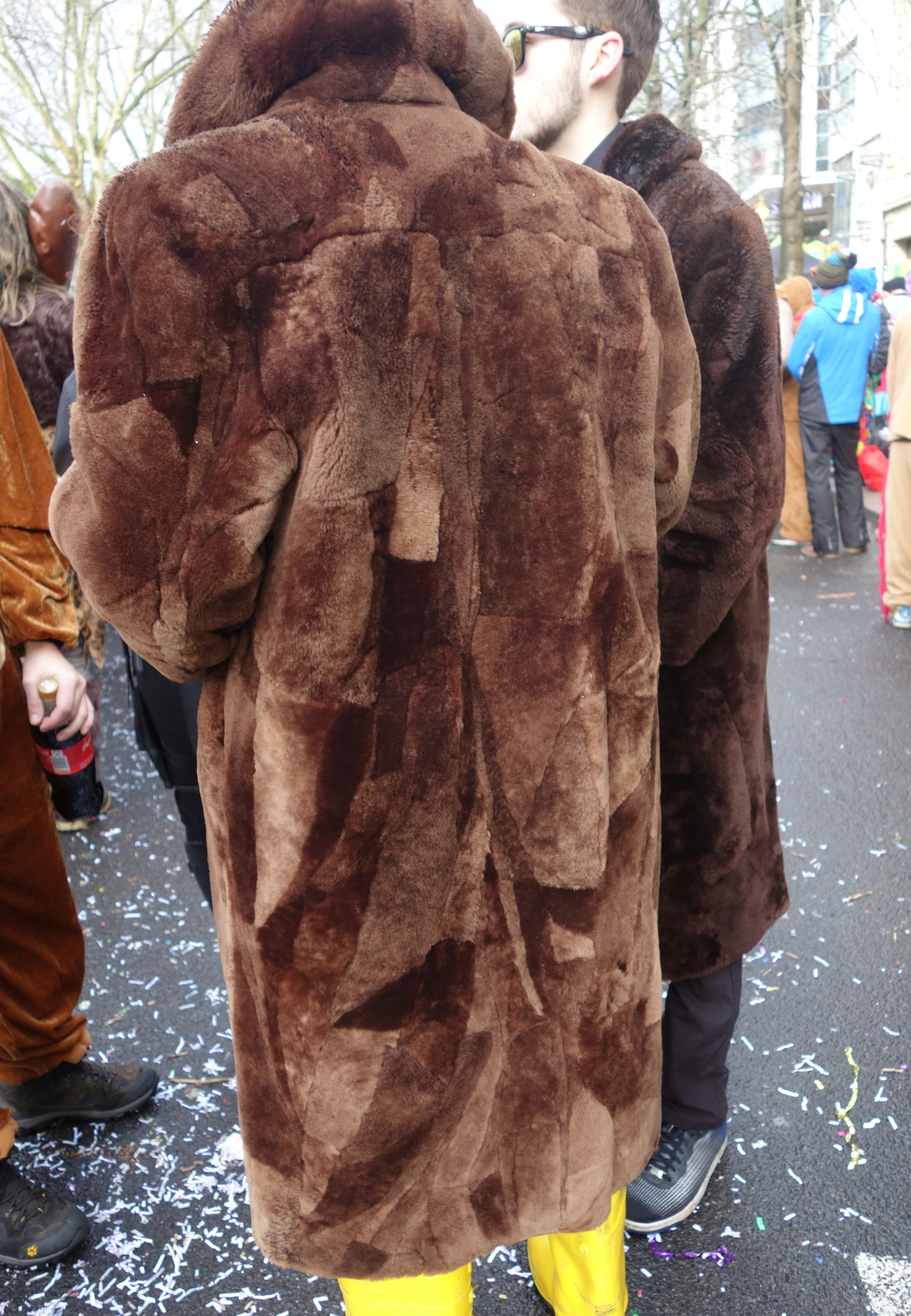
Mantel aus Biberlamm-Stücken (2018, älterer Mantel)

Die Verarbeitung zu Bekleidung oder anderem stellt im Vergleich zu den meisten Pelzarten dank der relativ großen Fläche und Einheitlichkeit der Felle keine besonderen Ansprüche an den Kürschner oder Industriearbeiter. Die gegenüber anderen Fellarten vergleichsweise großen abfallenden Reststücke werden zu Tafeln zusammengesetzt und ebenfalls weiterverarbeitet (→ siehe Pelzreste). Insbesondere kleinere Produkte, wie Schuhe oder Fußbettsandalen, aber auch größere Schnittmusterteile können mit entsprechend geformten Stanzformen zugeschnitten werden.

### Haar außen
Wird das Lammfell mit dem Leder nach außen gearbeitet, ist es selbstverständlich, dass keine störenden Reparaturnähte oder Anstückelungen vorgenommen werden dürfen. Da aber durch die ebenmäßige Schurhöhe beim Biberlamm auch auf der Haarseite die Nähte unschön markieren, sind solche Nähte auch bei der Haar nach außen Verarbeitung weitmöglichst zu vermeiden. Genäht wird mit der Pelznähmaschine. Felle unsichtbar übereinander zu setzen ist bei dem ebenmäßigen Haarbild für den Kürschner nahezu unmöglich. Bei entsprechender Nachfrage nach Material für Mantellängen übernimmt bereits der Veredler diese Aufgabe, indem er vor der Schur die Felle als Streifen in entsprechender Länge und gleichmäßiger Breite zusammensetzt. Auch für den Schablonendruck ist dies von Vorteil, beispielsweise für Imitationen gefleckter Katzen, da die Fellzeichnung durchgehend aufgebracht werden kann.

### Leder außen oder wendbar
Die hauptsächlich in Spezialwerkstätten betriebene industrielle Herstellung der Velours- und Nappapelze erfordert viele aufwändige Arbeitsschritte. Das Nähen erfolgt mit der Ledersteppmaschine, in der Art der Verarbeitung kräftiger Bekleidungsstoffe. Die Faconteile der Wendepelze werden nur selten mit der Pelznähmaschine zusammengefügt, die dabei entstehenden flachen Nähte werden eventuell mit Bändern abgedeckt.
Säume, Kanten, Belege, Taschen, Patten, Gürtel, Riegel und zum Teil auch die Nähte müssen ausgeschoren werden.

## Sorten
Für die Eignung zur Veredlung als Biberlamm ist eine gewisse Mindestwollfeinheit und eine möglichst große Haardicke Voraussetzung.
- Bulgarische Lämmer, eine kleine Schafrasse, die entsprechend geringflächige Felle liefert. Der Anfall ist sehr gering, 1981 hieß es noch, oft ist er für den westlichen Markt nicht erreichbar. Etwa 90 Prozent der Felle sind weiß und 10 Prozent mit schwarzer Wolle. Das Haarbild erscheint unruhig und voluminös, da die Wollhaare leicht gekraust sind, ohne ausgesprochen wirbelig oder lockig zu sein. Das Wollhaar ist stabil und hart und kann zu einem leichten Glanz gebügelt werden. Das Leder ist weich bis mittelfest, der Veloursschliff ist unregelmäßig aber mittelfein.[14]
- Englische Domestics, englische Inselschafe, liefern ein großes Fell. Von der Struktur her ist die Ware als schwere Pelzveloursqualität einzuordnen. Die Wolle ist rau und entsprechend glanzlos, auf dem Grund ist sie stark verfilzt, sie bekommt nur einen leichten Bügelglanz. Das Leder mit einer langen kompakten Veloursfaser mit etwas grobem Schliff ist fest und kernig im Griff, es kann leicht als „steif“ beurteilt werden. Das rustikale Fell wärmt besonders und ist äußerst strapazierfähig, es wird für Herrenmäntel und Herrenjacken eingesetzt. Von den jungen englischen Inselschafen, den sogenannten „Frühlingslämmern“, sind nur geringe Mengen erhältlich. Sie haben eine deutlich feinere Haut und eine unverfilzte Wolle.[14]
- Island-Schafe liefern großflächige Felle mit einer besonders schönen, gelockten Fellstruktur. Sie sind als Konfektionsware beliebt, aber nur in beschränkter Menge verfügbar. Das Haarbild kann bereits innerhalb eines Felles sehr schwanken, das heißt, stark gelockte Stellen, Wirbel und glatte Haare sind unregelmäßig über das Fell verteilt. Das gleichmäßige Leder ist weicher und geschmeidiger als das der englischen Inselschafe und der kalifornischen Spring Lambs; der Veloursschliff ist mittel bis rau. Das Fell hat angenehme Trageeigenschaften und ist sehr strapazierfähig.[14]
- Kalifornische Spring Lambs fallen ebenfalls nur begrenzt an. Die Felle sind großflächig und stammen meist von einjährigen Tieren. Diese Qualität gehört zu den schweren Pelzvelours, im Handel kann sie leicht mit den englischen Domestics verwechselt werden. Die Felle haben ein kräftiges, gering gewelltes, jedoch nicht gelocktes Wollhaar, was eine schöne, etwas unruhige Gesamtstruktur erzeugt. Die Wolle ist nicht verfilzt und etwas weicher als die der englischen Domestics. Das feste und raue Leder ist weniger schön und ergibt dadurch bedingt einen rauen Veloursschliff, sorgt aber für eine gute Trageigenschaft.[14]
- Spanische Entrefinos (Haarschafe) zählen zur Spitzenware. Sie liefern Schaffelle mittlerer Größe, die für warme Herren- und Damen-Oberbekleidung verwendet werden. Entrefinos sind Wollschafe mit geringen Fetteinlagerungen mit der besten Lederstruktur. Neben den weichen Wollhaaren weisen die Felle, vergleichbar mit Ziegenfellen, durch ihre glatte Struktur und die hellen Haarspitzen auffällige, verstärkt vorhandene Grannenhaare auf. Der Haarstrich geht markant vom Grotzen, der Fellmitte, in alle Richtungen (zum Kopf, nach hinten und zu den Seiten), allerdings nicht bei allen Tieren gleich ausgeprägt. Spanische Entrefinos wechseln die Granne im Sommer und im Winter, nicht das Wollhaar. Das feine Leder hat einen guten Stand und eine gewisse Festigkeit. Die bei Schafen ausgeprägte Doppelhäutigkeit ist nur sehr gering vorhanden. Das Leder ergibt einen schönen feinen Veloursschliff. Die Trageeigenschaften des langlebigen Fells sind insgesamt sehr gut.[14]
- Spanische Merinos, auch als Seidenlamm gehandelt, werden ebenfalls für sehr hochwertige, leichte und warme Bekleidungen, aber auch für Besätze, verwendet. Sie haben, verglichen mit anderen, für Pelzvelours genutzte Lammarten, das geringste spezifische Gewicht. Die weiche, feinste Wolle nimmt beim Aufbügeln sehr gut den Glanz an. Sie ist gleichmäßig glatt mit sehr leichten Wirbeln, die Strichrichtung ist uneinheitlich. Der feine Veloursschliff ist nicht so gleichmäßig wie beim Entrefino. Das sehr weiche und leichte Leder neigt etwas zur Doppelhäutigkeit.[14]
- Tescan-Biberlamm bezeichnete um 1950 die Veredlung auf geschorenen allerfeinsten Wolllammfellen, die von der englischen Firma Clark Son & Morland in Glastonbury hergestellt wurde.[16]
- Nappalan, eine besonders regenfeste Lederveredlung. Die hierfür verwendeten Felle sollten eine möglichst kurzfaserige Lederstruktur aufweisen. Die rauen Fleischseiten werden mit unterschiedlichen Mitteln grundiert, um dem Leder die Saugfähigkeit zu nehmen. Es folgt das mehrfache Aufsprühen eines Polymerisats, wie PVC, Polyurethan, einer Farbe auf Nitrobasis (Versiegelung) oder anderem. Die durch nachträgliches Pressen noch einmal verfeinerte Oberfläche ist glatt, leicht glänzend. Die Beschichtung kann durch Lösungsmittel wieder angelöst werden, nappierte Kleidung bedarf daher einer Spezialreinigung. Ein Nachnappieren ist möglich.[14][17]

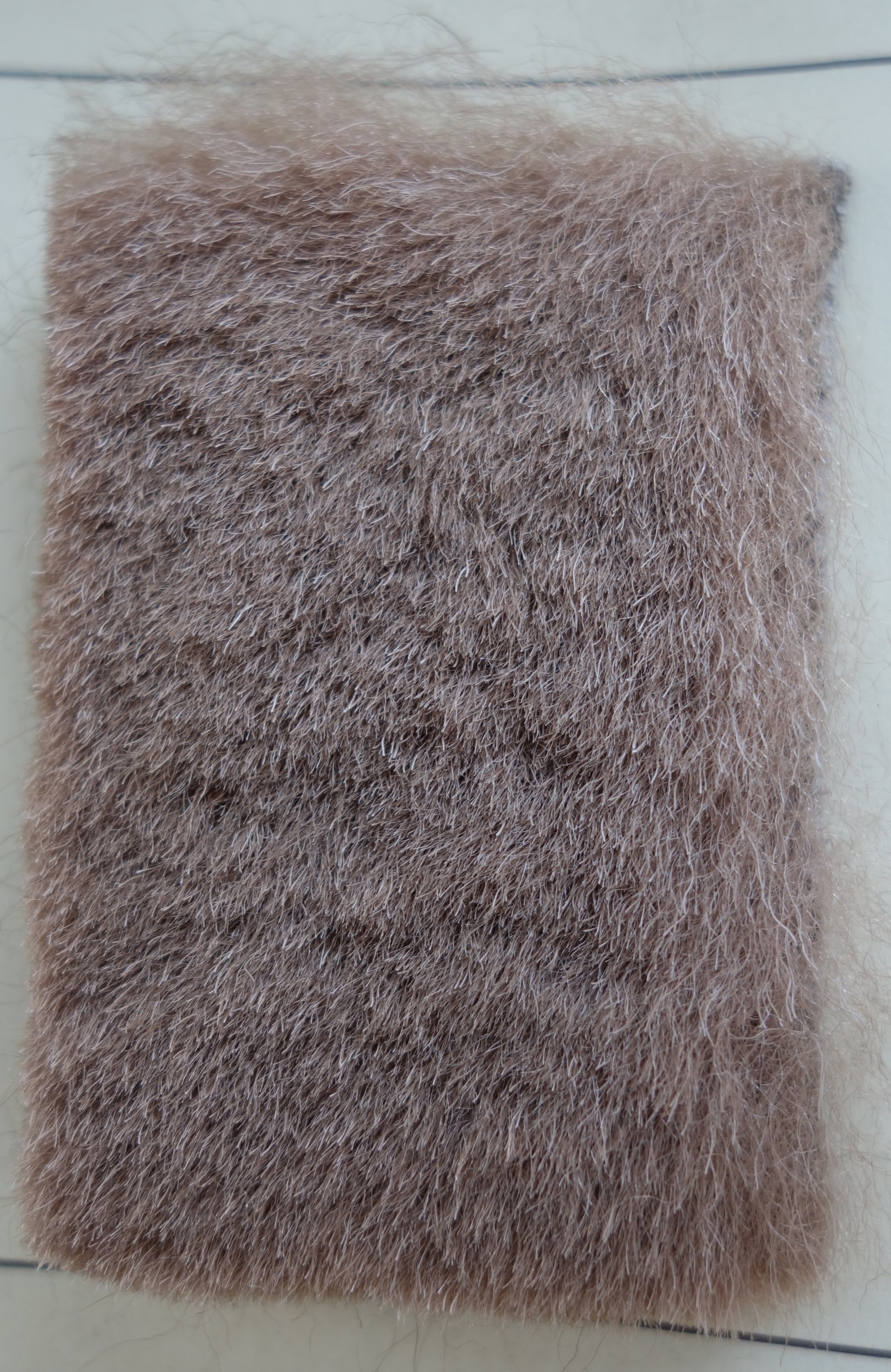
Bulgarisches Lamm
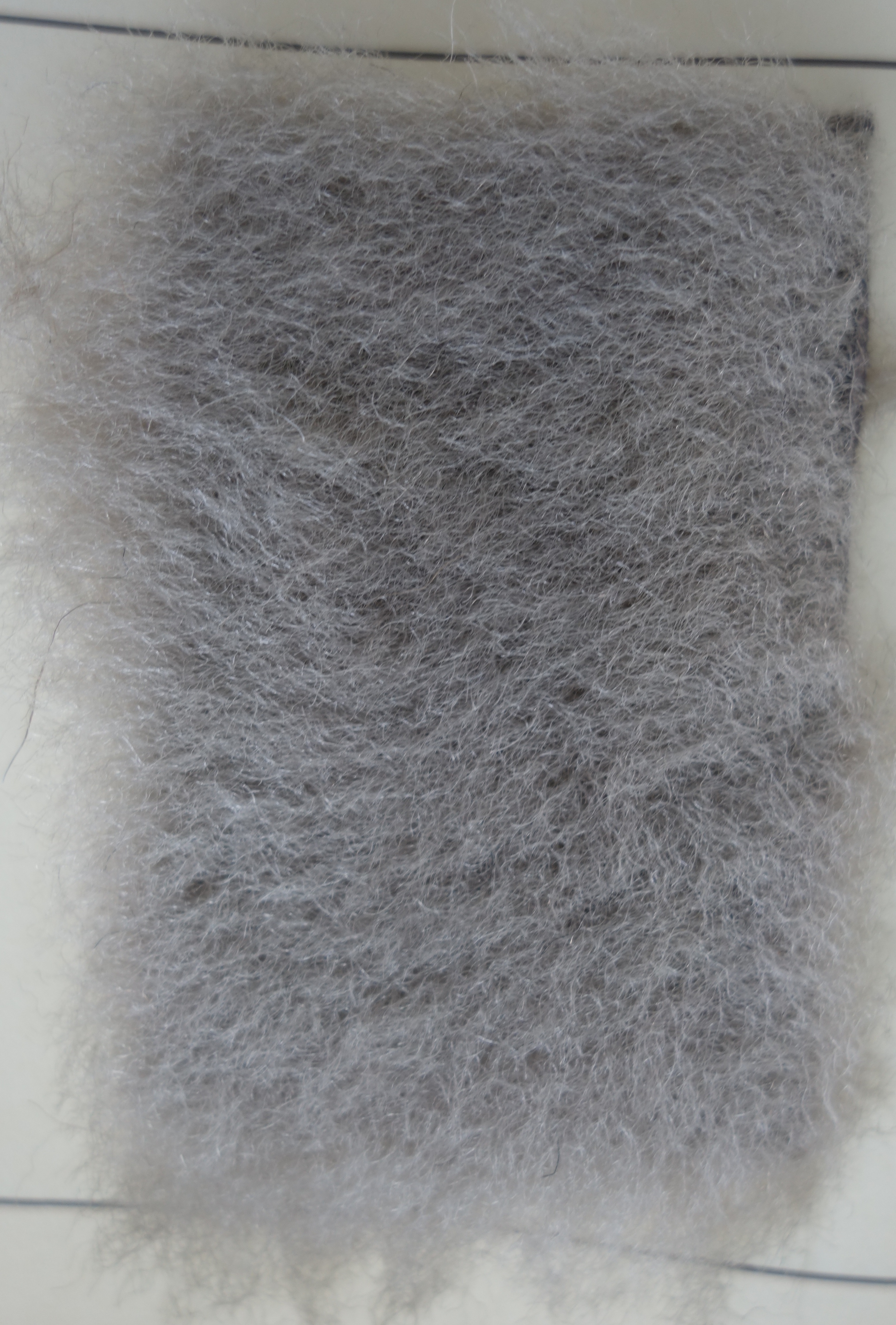
Englisches Domestic, englisches Inselschaf
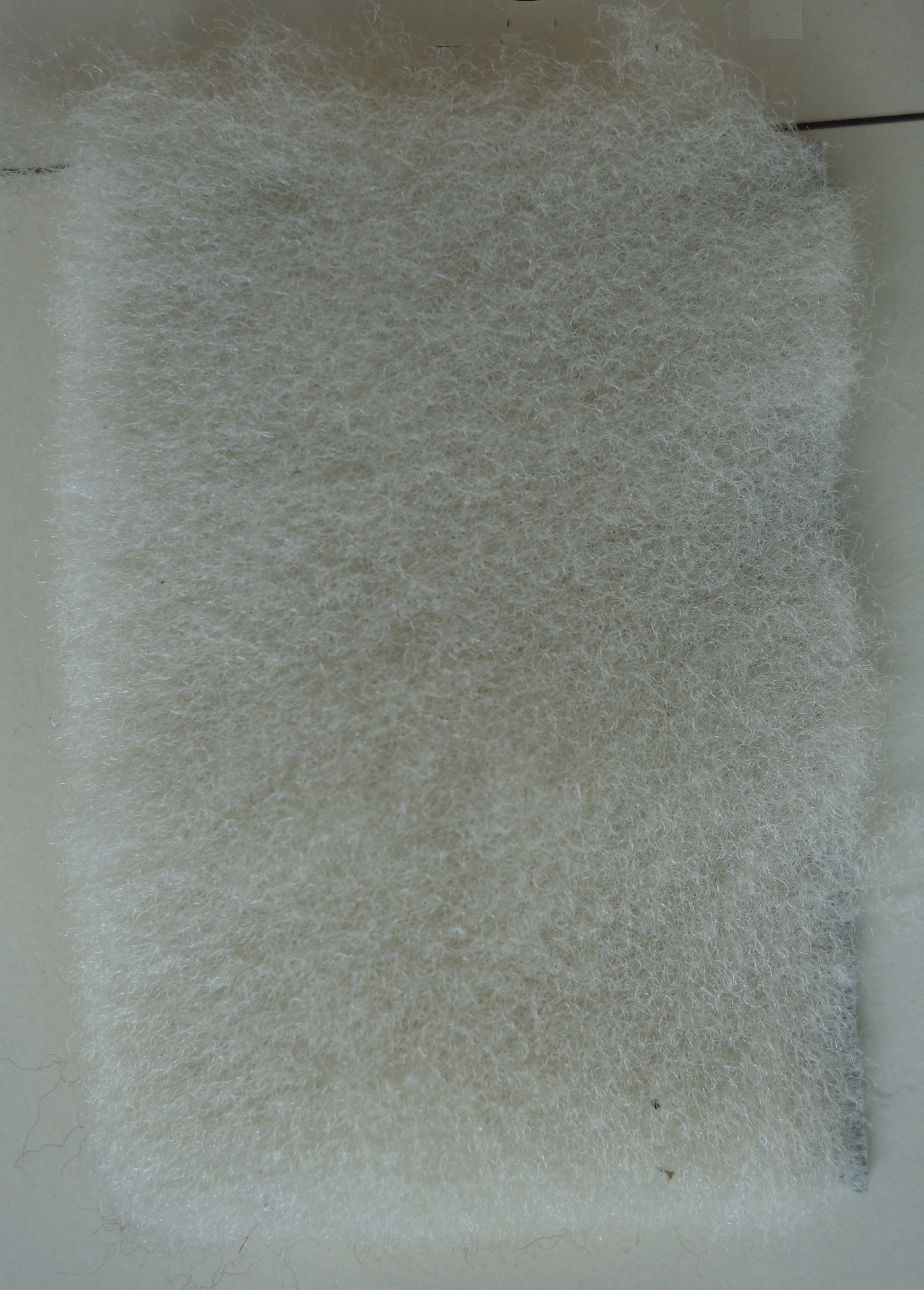
Französisches Schaf, Pyrenäenschaf
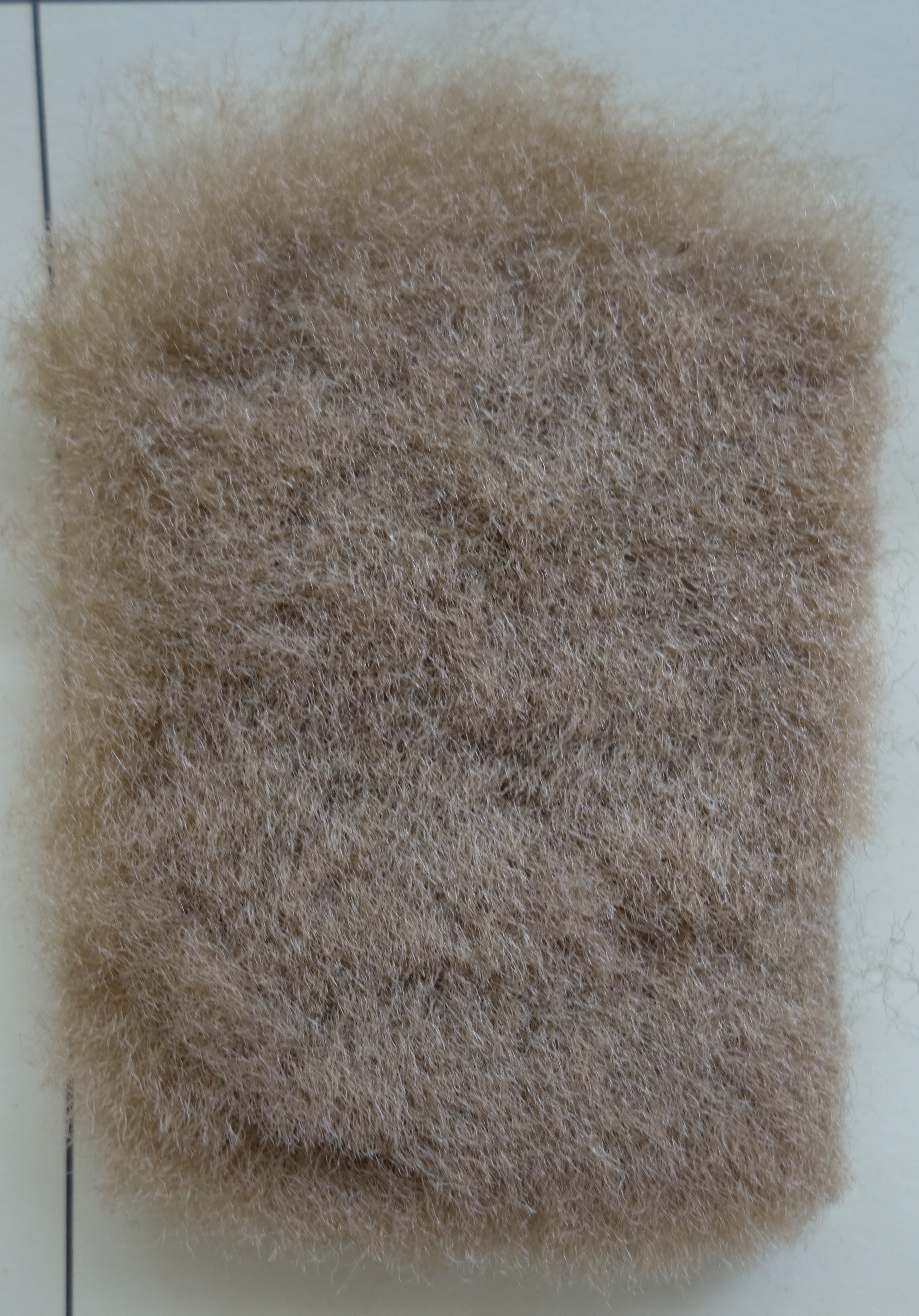
Island Schaf
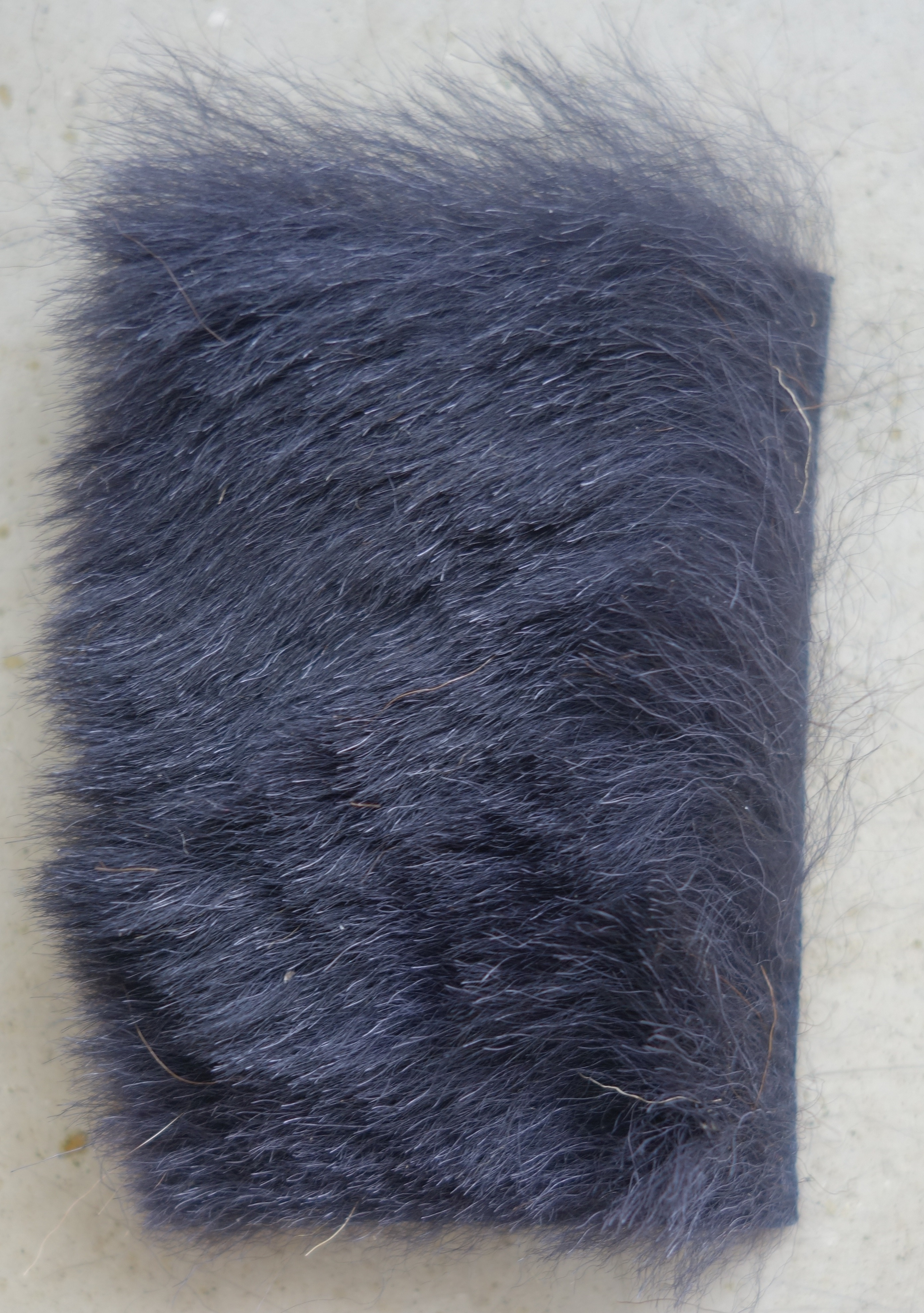
Spanisch Entrefiino
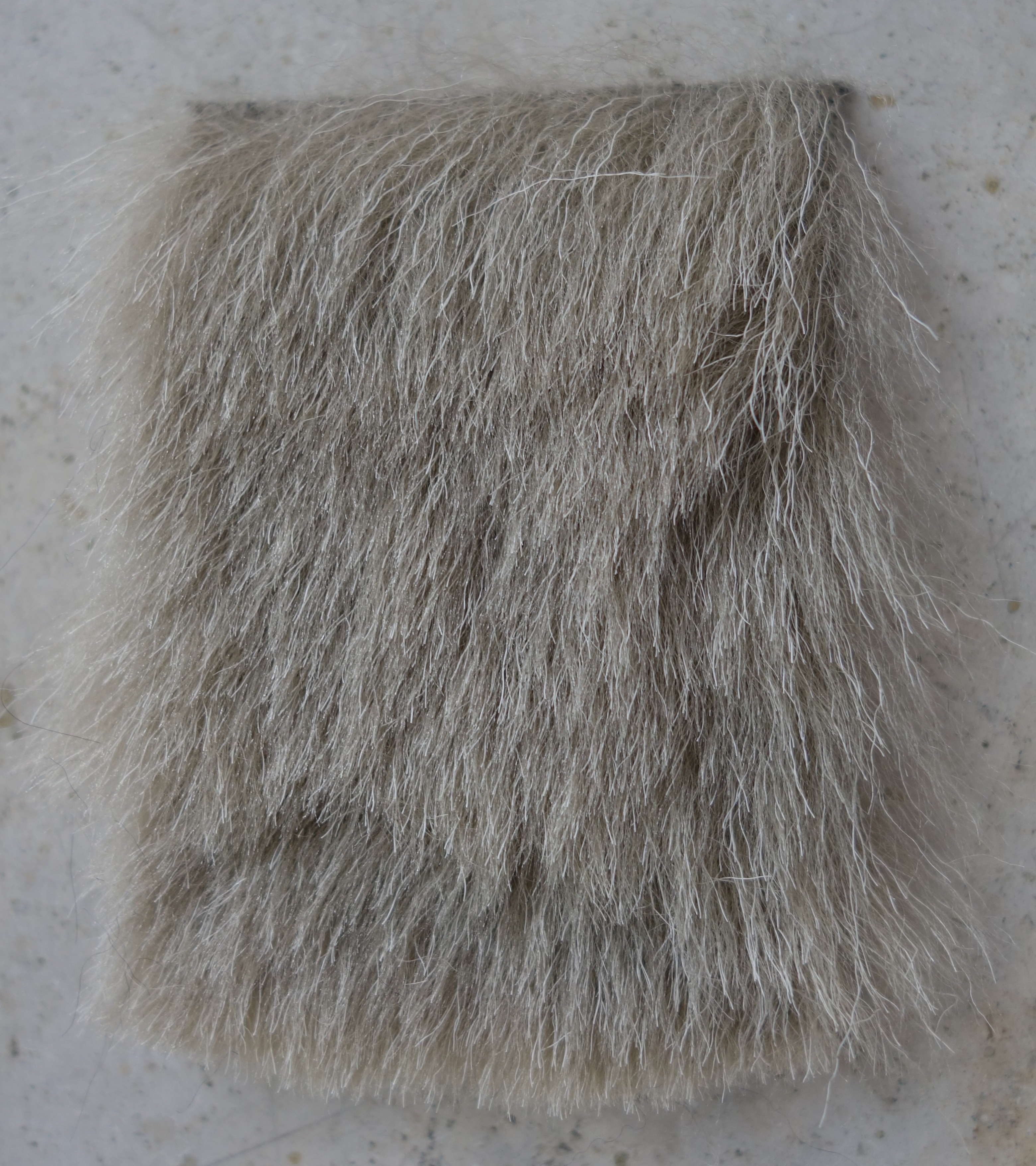
Spanisch Merino
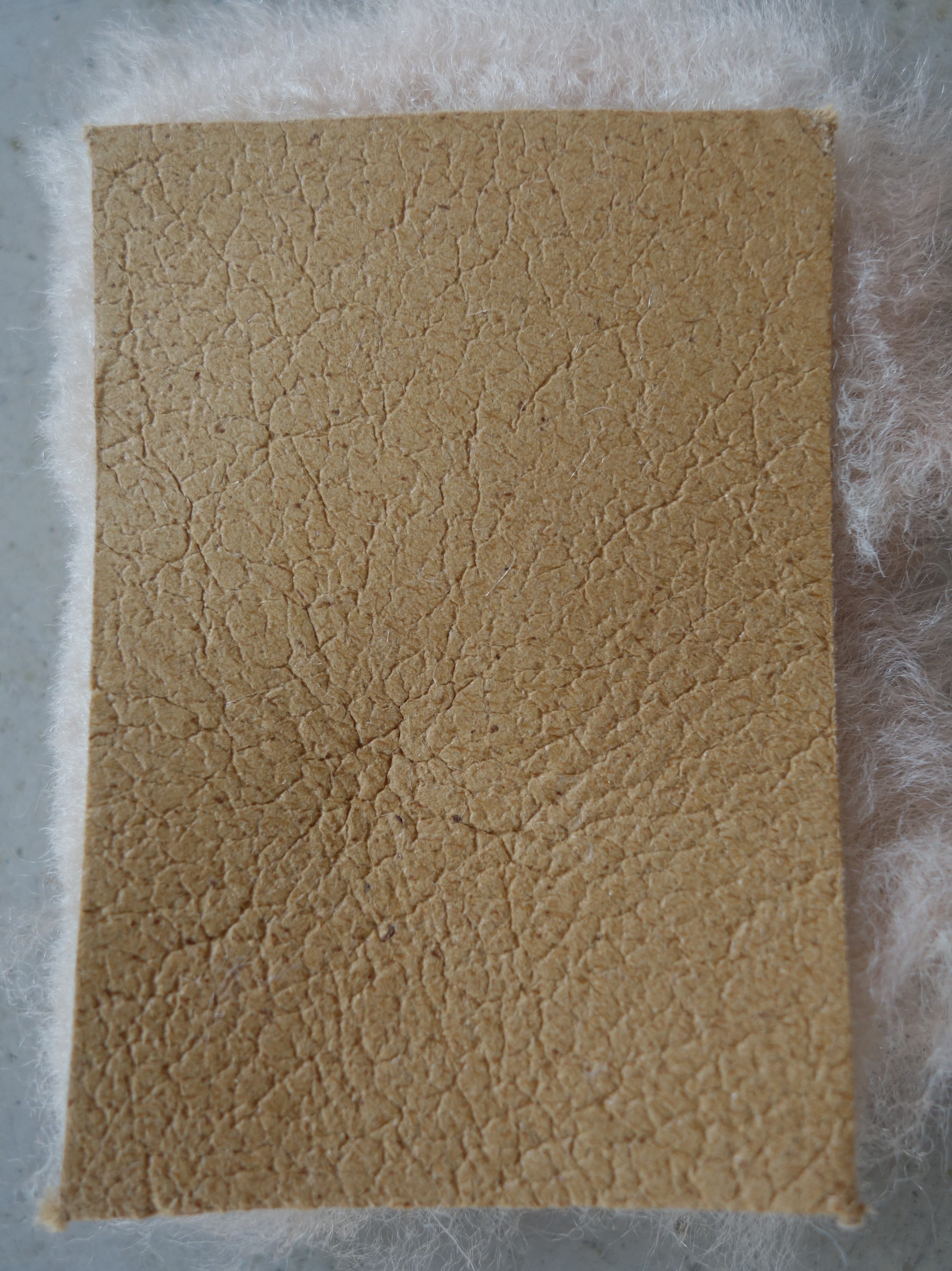
Nappalan Veredlung

## Handel
Durch Scheren und darauffolgendes Färben erhalten verschiedene Schaffelle Pelzwert. Die als Oberhaar-Lammfelle bezeichneten Felle sind mehr grannig oder mehr wollig; die grannigeren sind die wertvollen. Die besten sind leicht und haben ein geschmeidiges, seidiges Haar. Geringere Qualitäten sind steif, stumpf im Haar oder weisen womöglich sichtbare Reparaturstellen auf. Ein erheblicher Fehler sind lockige Stellen, bei denen das Haar nicht völlig geglättet wurde. Am schlimmsten ist das bei dem doppelhäutigen Schafleder leicht auftretende Aufplatzen der Oberhaut, die sogenannte „Schnattenbildung“, oder sogar das Ablösen ganzer Oberhautflächen. Die moderne Veredlung hat diese Probleme weitgehend ausgemerzt. Bedingung für ein einwandfreies, hochwertiges Ergebnis bleibt jedoch die sorgfältige Auswahl der für diesen Prozess geeigneten Ware. Ein englischer Kürschner schrieb 1962: „Ein guter Biberlammmantel ist fast unzerstörbar, unübertroffen im Wärmen, wartungsfreundlich und wertvoll, Ein weniger guter hat alle diese Qualitäten in geringerem Umfang, aber ein schlechter hat davon keine“.
Ähnlich veredelte, aber höher geschorene Schaffelle sind unter geographischen Bezeichnungen, wie „Toscanalamm“ („Toskaner“), im Handel.
Zugerichtete Biberlammfelle werden nicht wie andere Pelzarten nach Stückzahl gehandelt, sondern wie alle großflächigen Schaffelle, nach Quadratfuß.

## Verwendung
Die Verwendung von Biberlammfellen erfolgt zu Bekleidung jeglicher Art, zu Besätzen außerdem zu (Auto-)Sitzbezügen und anderem.
Geschorene Schaffelle werden in der Krankenbehandlung gegen das Wundliegen verwendet. Sie wirken druckentlastend, reduzieren Schwerkräfte und haben eine sehr gute Feuchteableitung, die der Hautmazeration vorbeugen kann. Klinische Studien sollen einen Rückgang der Dekubitusfälle belegen, wenn die Schaffelle gemäß dem australischen Standard 4480-1,1998 verwendet werden. Da diese Felle bei bis zu 95 °C waschbar sind, ist die Hygiene kein Problem mehr.